# 信息管理系统
信息管理系统是研究在一个组织内部的信息系统之学科。WordNet把它描述为一个由组织内部所有通讯渠道组成的网络体系。
这个领域的研究通常属于计算机科学范筹，其核心学科是以数学理论为特征的管理运筹学，该学科也是计算机软件理论的核心。
对信息系统的研究通常划规管理科学与工程，并通常涉及软件工程。